# Heinrich Marschner
Heinrich August Marschner, né à Zittau le 16 août 1795 et mort à Hanovre le 16 décembre 1861, est un compositeur d'opéra et chef d'orchestre allemand de la période romantique.
Ami de Félix Mendelssohn et de Ludwig van Beethoven, rival de Carl Maria von Weber dans la composition d'opéras, Marschner fut à la fin de sa carrière éclipsé par la renommée croissante de Richard Wagner.
À part ses opéras, Marschner a également composé de la musique de chambre pour le piano.
Il fut chef d'orchestre au théâtre de Leipzig, puis à la Cour de Hanovre.
Lors de sa venue à Hanovre en 1843, Hector Berlioz le rencontre et dit de lui : « Je n'ai pas pu me lier très particulièrement avec le maître de chapelle Marschner ; la difficulté qu'il éprouve à s'exprimer en français rendait nos conversations assez pénibles ; il est d'ailleurs extrêmement occupé. C'est actuellement un des premiers compositeurs de l'Allemagne, et vous appréciez, comme nous tous, le mérite éminent de ses partitions du Vampire et du Templier. »
Wagner a été amené à diriger le Templier à Dresde, après l'avoir fait plusieurs fois à Magdebourg "je souffris indiciblement à présent de son instrumentation embarrassée et déréglée" ("ma vie" éditions Perrin page 339).

## Opéras
- Titus (1817)
- Der Kiffhäuser Berg [Der Kyffhäuserberg] (vers 1817)
- Saidar und Zulima (1818)
- Heinrich IV und d'Aubigné (1819)
- Der Holzdieb (1825)
- Lucretia (1827) (Op. 67)
- Der Vampyr (Marschner) (1828)
- Der Templer und die Jüdin (1829) (Op. 60)
- Des Falkners Braut (1830) (Op.65)
- Hans Heiling (1832), son œuvre la plus connue
- Das Schloß am Ätna (1836)
- Der Bäbu (1838) (Op. 98)
- Das stille Volk
- Ali Baba
- Der Wiener in Berlin
- Le vampire, opéra en 4 actes, traduction et paroles françaises de J. Ramoux, Paris, 1849, Aulagnier, lire en ligne sur Gallica
- Fridthjof's Saga
- Kaiser Adolf von Nassau (1844) (Op. 130)
- Austin (1852)
- Der Sängeskönig Hiarne, oder [und] das Tyrfingschwert (1861, posthume, représenté en 1863)

## Musique de chambre
- 7 trios piano, violon, violoncelle
- 2 quatuors piano, violon, alto, violoncelle
- 12 bagatelles pour guitare